# Hotel Babylon
Hotel Babylon est une série télévisée britannique en 32 épisodes de 45 minutes, créée par Tony Basgallop d'après l'ouvrage éponyme d'Imogen Edwards-Jones (en) et diffusée entre le 19 janvier 2006 et le 14 août 2009 sur BBC One.
En France, la série est diffusée à compter du 27 novembre 2006 sur Paris Première puis rediffusé sur M6 ; au Québec à partir du 4 septembre 2007 à Séries+, et en Belgique sur Be Séries.

## Synopsis
Cette série met en scène le quotidien d'un palace londonien, l'hôtel Babylon en mettant en avant à chaque épisode, une thématique particulière de la vie des hôtels de luxe (les questions d'immigration, les voleurs, etc.).

## Distribution

### Acteurs principaux
- Tamzin Outhwaite (VF : Françoise Rigal) : Rebecca Mitchell, directrice (saisons 1 et 2)
- Max Beesley (VF : Xavier Béja ; VQ : Patrice Dubois) : Charlie Edwards, directeur adjoint (saisons 1 à 3)
- Emma Pierson (VF : Nathalie Bienaimé ; VQ : Claudia-Laurie Corbeil) : Anna Thornton-Wilton, chef de réception (saisons 1 à 3)
- Michael Obiora (en) (VF : Pascal Grull ; VQ : Hugolin Chevrette) : Ben Trueman, réceptionniste
- Dexter Fletcher (VF : Roland Timsit ; VQ : Paul Sarrasin) : Tony Casemore, concierge
- Martin Marquez (en) (VF : Serge Biavan ; VQ : Manuel Tadros) : Gino Primirola, barman
- Natalie Jackson Mendoza (VF : Laëtitia Godès) : Jackie Clunes, intendante (saisons 1 à 3)
- Ray Coulthard (en) (VF : Franck Tordjman ; VQ : Frédéric Desager) : James Schofield, maître d'hôtel

### Acteurs secondaires
- Danira Gović (VF : Anne Mathot ; VQ : Manon Arsenault) : Tanya Mihajlov, femme de chambre (28 épisodes)
- Michael Attwell (en) (VF : Jean-Christophe Clément) : Derek Crisp, portier (saison 1)
- Ian Bonar (VF : Michel Prudhomme) : Dave Wiltshire, groom (saison 1)
- Craig Kelly (VF : Laurent Mantel) : Pete (saison 1, 4 épisodes)
- James Weber Brown (VF : Bruno Carna) : Dr Mark Thorne (saison 1, 3 épisodes)
- Paul Telfer (VF : Denis Laustriat) : Luke Marwood, groom (saison 2, 5 épisodes)
- Lee Williams : Jack Harrison, directeur (saison 3, 5 épisodes)
- Alexandra Moen (en) (VQ : Mélanie Laberge) : Emily James, relations publiques (saisons 3 et 4)
- Nigel Harman (en) (VQ : Daniel Picard) : Sam Franklin (saison 4)
- Anna Wilson-Jones (en) (VQ : Pascale Montreuil) : Juliet Miller (saison 4)

Version française
- Société de doublage : Studio SOFI
- Direction artistique : Philippe Chatriot
- Adaptation des dialogues : Nicolas Mourguye et Vincent Szczepanski

 Source et légende : version française (VF) sur RS Doublage
 Source et légende : version québécoise (VQ) sur Doublage.qc.ca

## Épisodes

### Première saison (2006)
| N° | Titre                                     | Réalisation            | Scénario                                 | Première diffusion | Diffusion française |
| -- | ----------------------------------------- | ---------------------- | ---------------------------------------- | ------------------ | ------------------- |
| 01 | Nuit d'ivresse Episode 1                  | Alrick Riley (en)      | Tony Basgallop (en)                      | 19 janvier 2006    | 27 novembre 2006    |
| 02 | Ne vous fiez pas aux apparences Episode 2 | Alrick Riley           | Tony Basgallop                           | 26 janvier 2006    | 27 novembre 2006    |
| 03 | Le client est roi Episode 3               | Alrick Riley           | Howard Overman                           | 2 février 2006     | 4 décembre 2006     |
| 04 | Le Palais des tentations Episode 4        | Iain B. MacDonald (en) | Harry Wootliff                           | 9 février 2006     | 4 décembre 2006     |
| 05 | Héros de tous les jours Episode 5         | Iain B. MacDonald      | Toby Whithouse                           | 16 février 2006    | 11 décembre 2006    |
| 06 | Mystères et Angoisses Episode 6           | Iain B. MacDonald      | Howard Overman                           | 23 février 2006    | 11 décembre 2006    |
| 07 | Le Monde des voleurs Episode 7            | Keith Boak             | Imogen Edwards-Jones (en) Tony Basgallop | 2 mars 2006        | 18 décembre 2006    |
| 08 | Le Plaisir avant tout Episode 8           | Keith Boak             | Tony Basgallop                           | 9 mars 2006        | 18 décembre 2006    |

### Deuxième saison (2007)
| N° | #  | Titre                                 | Réalisation      | Scénario             | Première diffusion | Diffusion française |
| -- | -- | ------------------------------------- | ---------------- | -------------------- | ------------------ | ------------------- |
| 09 | 01 | En toute indiscrétion Episode 9       | Andy Wilson (en) | Tony Basgallop       | 15 février 2007    | 17 mars 2008        |
| 10 | 02 | Caprices de star Episode 10           | Andy Wilson      | Simon Block (en)     | 22 février 2007    | 17 mars 2008        |
| 11 | 03 | Quand tombe le masque Episode 11      | Andy Wilson      | Andy Rattenbury      | 1er mars 2007      | 24 mars 2008        |
| 12 | 04 | Règlements de compte Episode 12       | Paul Whittington | Jack Lothian         | 8 mars 2007        | 24 mars 2008        |
| 13 | 05 | La Face Cachée des étoiles Episode 13 | Paul Whittington | Harriet Braun        | 22 mars 2007       | 31 mars 2008        |
| 14 | 06 | Les Mutins de Noël Episode 14         | Paul Whittington | Imogen Edwards-Jones | 29 mars 2007       | 31 mars 2008        |
| 15 | 07 | Frères ennemis Episode 15             | Nigel Douglas    | Harriet Braun        | 5 avril 2007       | 7 avril 2008        |
| 16 | 08 | Le Déclin du Babylon Episode 16       | Nigel Douglas    | Simon Block          | 12 avril 2007      | 7 avril 2008        |

### Troisième saison (2008)
| N° | #  | Titre                                        | Réalisation     | Scénario             | Première diffusion |
| -- | -- | -------------------------------------------- | --------------- | -------------------- | ------------------ |
| 17 | 01 | Cas de conscience Episode 17                 | Julian Simpson  | Simon Block          | 19 février 2008    |
| 18 | 02 | Tout ce qui brille n'est pas d'or Episode 18 | Julian Simpson  | Imogen Edwards-Jones | 26 février 2008    |
| 19 | 03 | Une réception presque parfaite Episode 19    | Julian Simpson  | Andrew Rattenbury    | 4 mars 2008        |
| 20 | 04 | Les Feux de la rampe Episode 20              | Andy Hay        | Jack Williams        | 11 mars 2008       |
| 21 | 05 | Risques et Périls Episode 21                 | Andy Hay        | Marston Bloom        | 18 mars 2008       |
| 22 | 06 | Chacun son cinéma Episode 22                 | Andy Hay        | Howard Overman       | 25 mars 2008       |
| 23 | 07 | La Recette du succès Episode 23              | Sam Miller (en) | Andrew Rattenbury    | 1er avril 2008     |
| 24 | 08 | Huis clos Episode 24                         | Sam Miller      | Simon Block          | 8 avril 2008       |

### Quatrième saison (2009)
| N° | #  | Titre                                      | Réalisation    | Scénario                      | Première diffusion |
| -- | -- | ------------------------------------------ | -------------- | ----------------------------- | ------------------ |
| 25 | 01 | État d'alerte Episode 1                    | Andy Hay       | Jack Williams                 | 19 juin 2009       |
| 26 | 02 | Un secret bien gardé Episode 2             | Andy Hay       | Andy Rattenbury               | 26 juin 2009       |
| 27 | 03 | Course aux trésors Episode 3               | Andy Hay       | Dave Logan                    | 3 juillet 2009     |
| 28 | 04 | Quitte ou Double Episode 4                 | Jim Loach (en) | Marston Bloom                 | 17 juillet 2009    |
| 29 | 05 | Le Grand Ménage Episode 5                  | Jim Loach      | Darin Henry (en)              | 24 juillet 2009    |
| 30 | 06 | Tel est pris qui croyait prendre Episode 6 | Jim Loach      | Jonathan Brackley Sam Vincent | 31 juillet 2009    |
| 31 | 07 | Apparences trompeuses Episode 7            | Andy Hay       | Jess Williams                 | 7 août 2009        |
| 32 | 08 | À propos d'hier soir Episode 8             | Andy Hay       | Jack Williams                 | 14 août 2009       |

## Commentaires

### Tournage
Si les scènes d'intérieur sont tournées dans un entrepôt du Bedfordshire, les plans de façades et du bloc d'immeubles sont tournés à Londres et plus particulièrement à Cleveland Place SW1 qui donne dans King Street à deux pas du palais de Buckingham.

## Produits dérivés

### DVD
- Hôtel Babylon - Saison 1 (23 avril 2008) (ASIN B0011ZQGUQ)